# Archie Panjabi
Archana „Archie” Panjabi (ur. 31 maja 1972) – brytyjska aktorka znana z ról w takich filmach jak East is East z 1999 roku i Podkręć jak Beckham z 2002 roku oraz z roli Kalindy Sharmy – detektywa z serialu telewizyjnego CBS Żona idealna.

## Życie osobiste
Archie Panjabi (Archana Punjabi) urodziła się w zachodnim Londynie. Jej rodzice Govind i Padma Panjabi pochodzą z Indii. W wieku 26 lat wyszła za mąż za hinduskiego krawca Rajesha Nihalani.

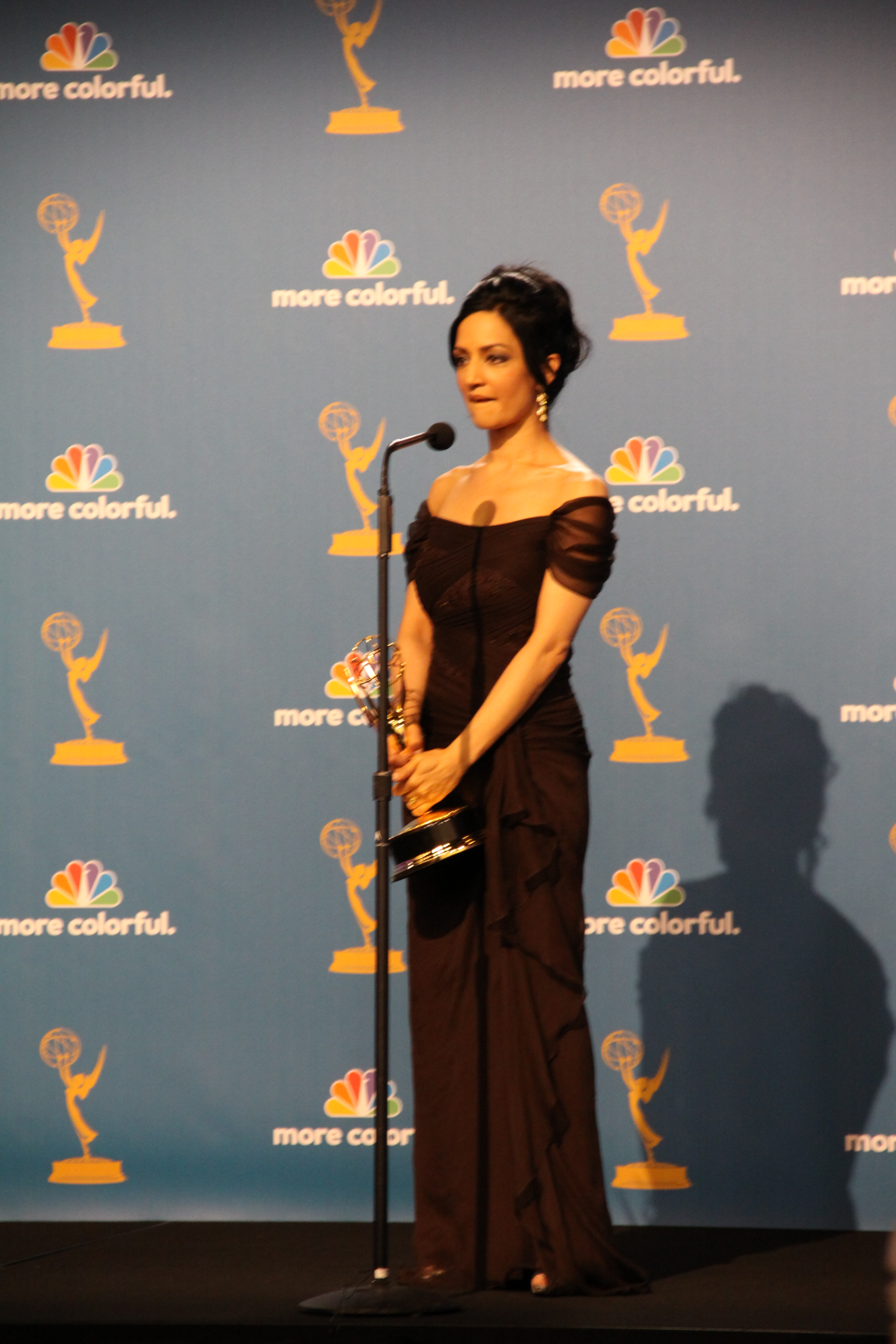
Archie Panjabi z Nagrodą Emmy.

## Kariera
Panjabi udziela się aktorsko zarówno w filmach jak i telewizji, poczynając od jednej z pierwszych ról w filmie Wojny domowe (East is East), a kończąc na serialu stacji BBC – Życie na Marsie. Jej pierwszą rolą w Hollywood była postać brytyjskiej dyplomatki w nagrodzonym Oskarem filmie Wierny ogrodnik z 2005 roku; zagrała również pierwszoplanową rolę w filmie komediowym Podkręć jak Beckham.
W dramacie Yasmin (2004) zagrała tytułową postać pakistańskiej kobiety mieszkającej w północnej Anglii.
W 2007 aktorka zagrała razem z Angeliną Jolie w opartym na faktach filmie Cena odwagi, na podstawie książki Mariane Pearl, żony dziennikarza Daniela Pearla, jako reporterka The Wall Street Journal – Asra Nomani.
Archie użyczyła również głosu w kilku bajkach, takich jak Listonosz Pat.
Panjabi podłożyła też głos w znanej grze komputerowej Dead Space: Extraction.
Panjabi pojawiła się na rozdaniu nagród World Cinema Award w lutym 2008, przedstawiając pięć międzynarodowych produkcji takich jak „Życie na podsłuchu”, czy „Labirynt fauna” z Jonathanem Rossem i Christopherem Ecclestonem.
W 2009 wystąpiła jako agentka MI5 we francuskiej produkcji Espion(s), w tym samym czasie zaczęła pracować przy serialu Żona idealna jako Kalinda Sharma. Ostatnio zagrała jako Saamiya Nasir w brytyjskiej komedii The Infidel.

## Nagrody
Jej występ w filmie „Cena odwagi” zaowocował Nagrodą Choparda na Festiwalu Filmowym w Cannes. W 2005 roku, Panjabi dostała nagrodę za postać tytułowej roli w filmie „Yasmin” na Międzynarodowym Festiwalu Filmowym w Berlinie oraz nagrodę dla najlepszej aktorki na Festiwalu Filmowym w Reims.
29 sierpnia 2010, dostała nagrodę Emmy za rolę Kalindy Sharma w serialu „Żona idealna”.

## Filmografia
| Rok        | Film/Serial TV                          | Rola                  | Dodatkowe informacje                                                |
| ---------- | --------------------------------------- | --------------------- | ------------------------------------------------------------------- |
| 1995       | Under the Moon                          | Heena                 | Serial TV                                                           |
| 1996       | „Cienka niebieska linia”                |                       | Odcinek: „Alternatywna Kultura"                                     |
| 1999       | „East is East"                          | Meenah Khan           |                                                                     |
| 2000       | Tough Love                              | Chandra               | Serial TV                                                           |
| 2000       | „In the Beginning"                      | Basya, córka Pharaoha | Serial TV                                                           |
| 2000       | Harry Enfield's Brand Spanking New Show | różne role            | Serial TV                                                           |
| 2001       | „A Mind to Kill"                        | Lamisa Khan           | Odcinek: „Colour Blind"                                             |
| 2001       | „Murder in Mind"                        | Jill Evans            | Odcinek: „Vigilante"                                                |
| 2001       | „The Bill"                              | Shanaz Arad           | Odcinki: „Home Run”, „A Pound of Flesh"                             |
| 2001       | „Delilah"                               | dorosła Pim           |                                                                     |
| 2001       | „Ivor the Invisible"                    | Leila                 | (głos)                                                              |
| 2002       | Single Voices                           |                       | Odcinek: „Little Englander"                                         |
| 2002       | „Podkręć jak Beckham"                   | Pinky Bhamra          |                                                                     |
| 2002       | „The Secret"                            | kurator sądowy Nadii  | Serial TV                                                           |
| 2002       | „Szpital Holby City”                    | Ali Safron            | Odcinek: „From This Moment On"                                      |
| 2002       | „Białe zęby"                            | Alsana                | Serial TV                                                           |
| 2002       | „Moja rodzinka”                         | asystentka dentysty   | Odcinek: „Of Mice and Ben"                                          |
| 2002       | Arranged Marriage                       | Shashi                |                                                                     |
| 2003       | Cross My Heart                          | Sumi                  |                                                                     |
| 2003       | This Little Life                        | Niala                 | TV movie                                                            |
| 2003       | Final Demand                            | Farida                | TV movie                                                            |
| 2003       | „Kod 46"                                | rola drugoplanowa     |                                                                     |
| 2003       | „The Canterbury Tales"                  | Clare                 | Odcinek: „The Man of Law's Tale"                                    |
| 2003–2004  | Grease Monkeys                          | Rita Dhillon          | 20 odcinków                                                         |
| 2004       | „Ocean dusz”                            | Megan Sharma          | 6 odcinków                                                          |
| 2004       | „Yasmin"                                | Yasmin                | Nagroda dla najlepszej aktorki na Festiwalu w Reims                 |
| 2005       | Chromophobia                            | Sarita                |                                                                     |
| 2005       | „Wierny ogrodnik"                       | Ghita Pearson         |                                                                     |
| 2005       | A Very Social Secretary                 | Ashley                | Serial TV                                                           |
| 2006       | „Dobry rok”                             | Gemma                 |                                                                     |
| 2006, 2007 | „Życie na Marsie”                       | Maya Roy              | Odcinek #1.1, Odcinek #2.6                                          |
| 2007       | Lezioni di volo                         | Sharmila              | Polski tytuł: „Lekcje latania"                                      |
| 2007       | „Nigdy nie będę twoja"                  | Dziewczyna z castingu |                                                                     |
| 2007       | „Cena odwagi”                           | Asra Nomani           | Nagroda Choparda                                                    |
| 2007       | „Milczący świadek”                      | Amita Joshi           | Odcinki: „Peripheral Vision: Część 1”, „Peripheral Vision: Część 2" |
| 2008       | „Traitor"                               | Chandra Dawkin        |                                                                     |
| 2009       | The Happiness Salesman                  | Karen                 |                                                                     |
| 2009       | Espion(s)                               | Anna                  |                                                                     |
| 2009       | Personal Affairs                        | Jane Lesser           | 5 odcinków                                                          |
| 2009–2016  | „Żona idealna”                          | Kalinda Sharma        | Nagroda Emmy                                                        |
| 2010       | „The Infidel"                           | Saamiya Nasir         |                                                                     |
| 2013-2016  | Upadek                                  | Reed Smith            | 9 odcinków                                                          |
| 2015       | San Andreas                             | Serena                |                                                                     |
| 2016-2020  | Blindspot: Mapa zbrodni                 | Nas Kamal             | 21 odcinków                                                         |